# Canon Photo Gallery

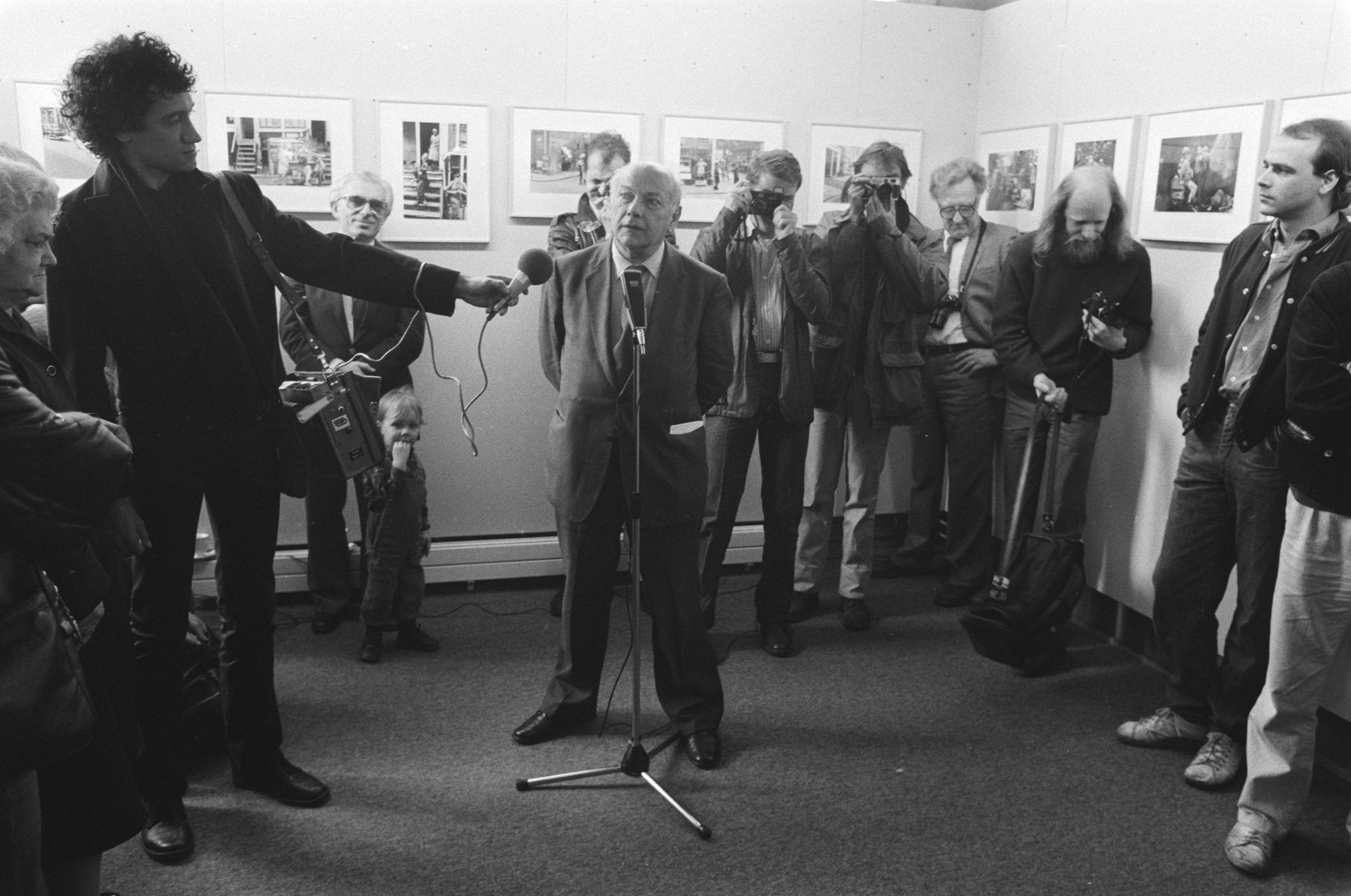
Joop den Uyl opent de fototentoonstelling Jordaan 1963 van Dolf Toussaint in de Canon Photo Gallery (27 maart 1982)

De Canon Photo Gallery in Amsterdam was een galerie die gewijd was aan fotografie, en groeide uit tot de belangrijkste fotogalerie in Nederland voor experimentele, journalistieke en historische fotografie.
Het initiatief voor de galerie was afkomstig van Canon, de Japanse fabrikant van fotocamera's en filmapparatuur. De galerie diende om de interesse in fotografie te bevorderen. 
De Canon Photo Gallery werd op 1 maart 1974 in een pand aan de Reestraat 19 geopend met een tentoonstelling van het werk van de Nederlandse kunstenaar Jean Ruiter. Samen met Fotogalerie Fiolet, die een week later opende, was het de eerste galerie in Nederland die zich toelegde op fotokunst. De galerie was bovendien de eerste in de reeks Europese fotogaleries van Canon in Barcelona, Milaan, Genève en Parijs. Op den duur bleek het pand te klein. In 1982 verhuisde de galerie daarom naar Leidsestraat 79, waar op vier etages ook ruimte was voor andere activiteiten. In 1988 wijzigde de galerie de naam in Canon Image Centre. 
Hoewel er op een gegeven moment zo'n zeventigduizend mensen per jaar over de vloer kwamen was in Nederland de markt voor fotokunst toch klein, waardoor fotogalerieën weinig bestaansrecht hadden. Canon vond de galerie ook niet meer in hun promotiebeleid passen, en had daarom al eerder in andere Europese steden de galerieën gesloten. Met tentoonstellingen van het werk van de fotografen James Nachtwey en Gerard Wessel sloot in 1993 ook de galerie in Amsterdam de deuren.

## Enkele exposanten
- Marrie Bot
- Ed van der Elsken
- Allen Ginsberg
- Carl De Keyzer
- Paul de Nooijer
- Peter Ruting
- Sebastião Salgado
- Bart Sorgedrager
- Michel Szulc-Krzyzanowski
- David C. Turnley
- Ad Windig

## Tijdschrift
Van 1977 tot 1980 en van 1982 tot 1987 publiceerde de galerie het tweemaandelijkse tijdschrift Reflexions / Canon Photo Gallery.